# Taaffeit
Taaffeit je minerál patřící do skupiny oxidů, který je pojmenován po jeho objeviteli Richardu Taaffem (1898–1967). Richard Taaffe objevil první vzorek, který byl broušený a leštěný v říjnu 1945 v klenotnictví v Dublinu v Irsku. Je to jediný drahokam, který byl identifikován podle broušeného kamene. Většina kusů tohoto drahokamu byla mylně rozpoznána jako spinel. O mnoho let poté je známo jen pár kusů. Je stále jedním z nejvzácnějších drahokamů ve světě.

## Vznik
Vyskytuje se ve štěrkových sedimentech nebo ve skarnech na kontaktu mezi dolomity a vápenci bohatých na berylium a hliník.

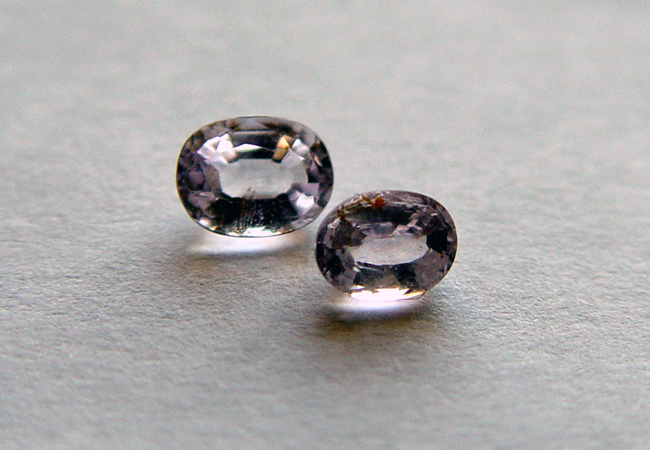
Broušený Taaffeit, 0,37 karátů

## Využití
Jedná se o extrémně vzácný drahokam, jehož tržní cena se pohybuje okolo $1500–$2000 za karát. Brousí se tedy jako drahý kámen.

## Výskyt
- Srí Lanka
- Tanzanie, Afrika
- provincie Hunan, Čína

## Parageneze
Vyskytuje se společně s fluoritem, muskovitem, spinely a turmalíny.